# ディキシー郡 (フロリダ州)
ディキシー郡（ディキシーぐん、英: Dixie County）は、アメリカ合衆国フロリダ州の北部、フロリダ半島の付け根に位置する郡である。2010年国勢調査での人口は16,422人であり、2000年の13,827人から18.8%増加した。郡庁所在地はクロスシティ市（人口1,728人）であり、同郡で人口最大の都市でもある。

## 歴史
ディキシー郡は1921年にラファイエット郡の南部が分離して設立された。「ディキシー」はアメリカ合衆国南部に共通するニックネームである。

## 地理
アメリカ合衆国国勢調査局に拠れば、郡域全面積は863.66平方マイル (2,236.9 km2)であり、このうち陸地704.01平方マイル (1,823.4 km2)、水域は159.65平方マイル (413.5 km2)で水域率は18.49%である。

### 隣接する郡

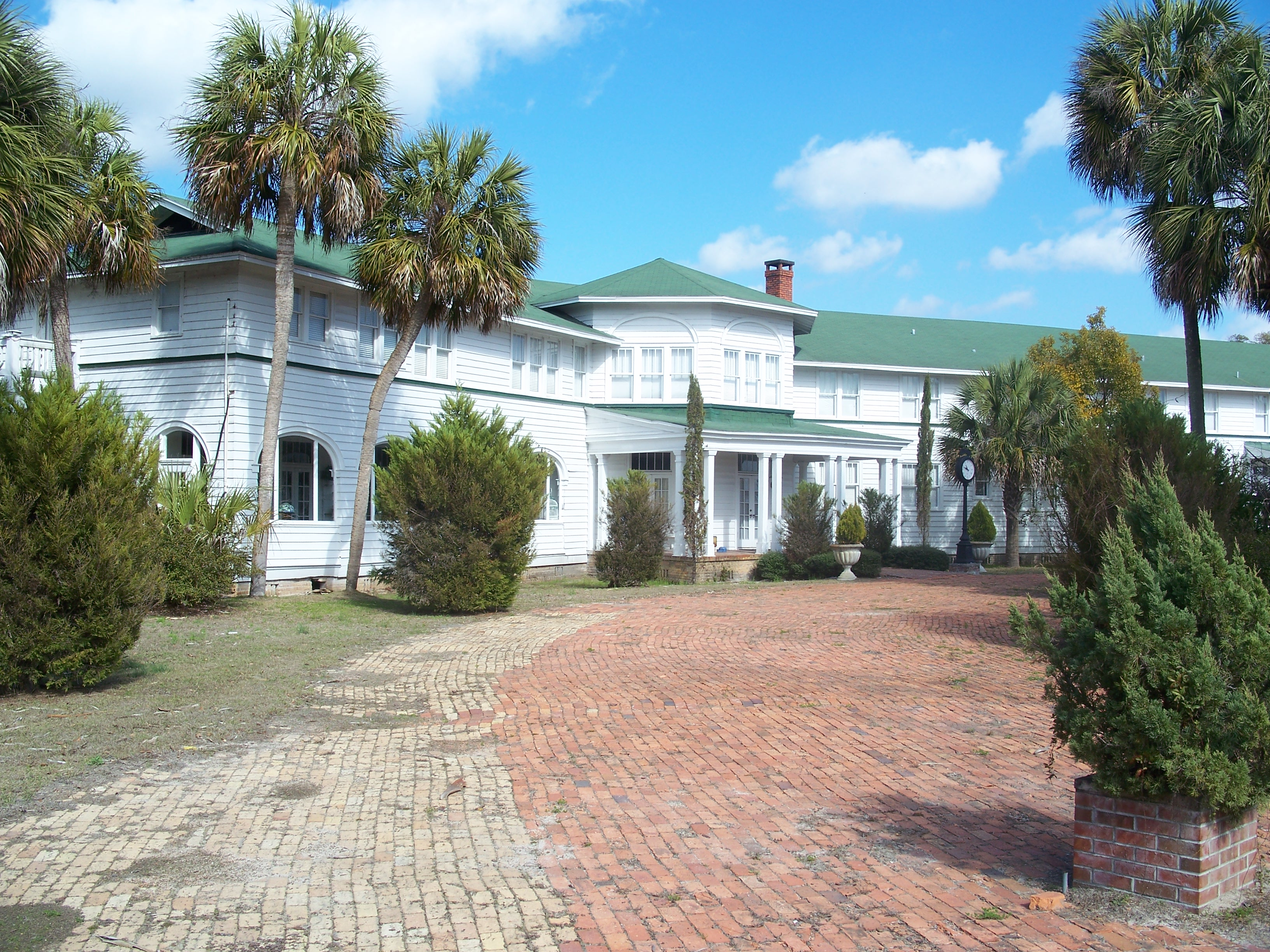
シャムロックにあるパットナム・ロッジ

- テイラー郡 - 北西
- ラファイエット郡 - 北
- ギルクリスト郡 - 東
- レビー郡 - 南東

### 国立保護地域
- スワニー川下流国立野生生物保護区（部分）

## 人口動態
以下は2000年の国勢調査による人口統計データである。
| 基礎データ - 人口: 13,827人 - 世帯数: 5,205 世帯 - 家族数: 3,659 家族 - 人口密度: 8人/km2（20人/mi2） - 住居数: 7,362軒 - 住居密度: 4軒/km2（10軒/mi2） 人種別人口構成 - 白人: 88.80% - アフリカン・アメリカン: 8.98% - ネイティブ・アメリカン: 0.46% - アジア人: 0.25% - 太平洋諸島系: 0.03% - その他の人種: 0.45% - 混血: 1.03% - ヒスパニック・ラテン系: 1.80% | 年齢別人口構成 - 18歳未満: 22.1% - 18-24歳: 7.9% - 25-44歳: 26.6% - 45-64歳: 26.2% - 65歳以上: 17.1% - 年齢の中央値: 41歳 - 性比（女性100人あたり男性の人口） - 総人口: 113.9 - 18歳以上: 117.2 世帯と家族（対世帯数） - 18歳未満の子供がいる: 27.4% - 結婚・同居している夫婦: 54.9% - 未婚・離婚・死別女性が世帯主: 10.6% - 非家族世帯: 29.7% - 単身世帯: 23.9% - 65歳以上の老人1人暮らし: 11.6% - 平均構成人数 - 世帯: 2.44人 - 家族: 2.87人 | 収入と家計 - 収入の中央値 - 世帯: 26,082米ドル - 家族: 31,157米ドル - 性別 - 男性: 26,694米ドル - 女性: 17,863米ドル - 人口1人あたり収入: 13,559米ドル - 貧困線以下 - 対人口: 19.1% - 対家族数: 14.5% - 18歳未満: 23.9% - 65歳以上: 16.1% |

## 都市と町

### 法人化自治体
- クロスシティ - 郡庁所在地
- ホースシュービーチ

### 未編入の町
| - クララ（一部はテイラー郡） - ユージーン - ハインズ | - ジョーンズボロ - オールドタウン - シャムロック（1930年代と1940年代のテレピン油製造で知られる） | - シャードアイランド（2008年に国内で最も汚染された海浜とされた） - スワニー - イエロージャケット |

## 政治
デキシー郡はアメリカ合衆国大統領選挙で共和党を支持する傾向にあるが、1992年と1996年の民主党候補ビル・クリントンや改革党候補ロス・ペローはかなり良い数字を残した。
| 年     | 共和党 | 民主党 | その他 |
| ------ | ------ | ------ | ------ |
| 2008年 | 71.2%  | 26.4%  | 2.4%   |
| 2004年 | 68.8%  | 30.4%  | 0.8%   |
| 2000年 | 57.8%  | 39.1%  | 3.1%   |
| 1996年 | 36.8%  | 45.6%  | 17.6%  |
| 1992年 | 32.0%  | 42.4%  | 25.5%  |
| 1988年 | 59.8%  | 40.2%  | 0.0%   |

## 見どころ
- ホーキンスビルのシティ - オールドタウン近くのスワニー川に沈められた蒸気船、フロリダ州水中考古学保存地の1つ
- オールドタウン小学校、現在はディキシー郡文化センター
- オールドタウン・メソジスト教会、1890年建設

### 政府関連
- Dixie County Board of County Commissioners
- Dixie County Supervisor of Elections
- Dixie County Property Appraiser
- Dixie County Sheriff's Office
- Dixie County Tax Collector

### 特殊地区
- Dixie County Schools
- Suwannee River Water Management District

### 司法関連
- Dixie County Clerk of Courts
- Public Defender, 3rd Judicial Circuit of Florida serving Columbia, Dixie, Hamilton, Lafayette, Madison, Suwannee, and Taylor Counties
- Office of the State Attorney, 3rd Judicial Circuit of Florida
- Circuit and County Court for the 3rd Judicial Circuit of Florida

### 観光
- Dixie County Chamber of Commerce

座標: 北緯29度35分 西経83度11分 / 北緯29.59度 西経83.19度